# Карксі (волость)
Ка́рксі (ест. Karksi vald) — волость в Естонії, одиниця самоврядування в повіті Вільяндімаа з 13 лютого 1992 до 24 жовтня 2017 року.

## Географічні дані
Площа волості — 322,3 км2, чисельність населення на 1 січня 2017 року становила 3288 осіб.

## Населені пункти
Адміністративний центр — місто Карксі-Нуйа (Karksi-Nuia linn).
На території волості також розташовувалися 20 сіл (küla):
Айнья (Ainja), Алласте (Allaste), Гірмукюла (Hirmuküla), Ерікюла (Äriküla), Карксі (Karksi), Кивакюла (Kõvaküla), Леелі (Leeli), Ліллі (Lilli), Метсакюла (Metsaküla), Морна (Morna), Мурі (Muri), Мяекюла (Mäeküla), Оті (Oti), Пєеґле (Pöögle), Поллі (Polli), Пярсі (Pärsi), Судісте (Sudiste), Сууґа (Suuga), Тугалаане (Tuhalaane), Універе (Univere).

## Історія
13 лютого 1992 року Полліська сільська рада була перетворена у волость Поллі зі статусом самоврядування.
14 жовтня 1997 року волость Поллі перейменована у волость Карксі.
8 червня 1999 року Уряд Естонії прийняв постанову про об'єднання територій міського самоврядування Карксі-Нуйа та волості Карксі, визначивши назву нового самоврядування як волость Карксі.
24 жовтня 2017 року після оголошення результатів виборів в органи місцевого самоврядування офіційно утворена волость Мулґі шляхом об'єднання територій міста-муніципалітету Мийзакюла та волостей Аб'я, Галлісте й Карксі.